# Strategic Studies Group
Strategic Studies Group (SSG) — австралійська компанія-розробник відеоігор, яка спеціалізується на створенні стратегічних варгеймів, заснована 1983 року в місті Сідней, Австралія. Компанія є автором серії відеоігор Decisive Battles of World War II (The Ardennes Offensive, Korsun Pocket, Across the Dnepr, Battles in Normandy та Battles in Italy).

## Історія
Компанія була заснована 1983 року Ієном Травтом і Роджером Кітінгом. Першим проектом компанії стала глобальна космічна стратегія Reach for the Stars. До середини 90-х років SSG також займалася видавництвом ігор і видавала не лише свої ігри, а й ігри сторонніх розробників.
У 1980-х роках компанія випускала популярні стратегічні ігри для Atari, Apple II, Commodore 64 та IBM PC. Найбільш відомі ігри: MacArthur's War, Reach for the Stars, Carriers at War, Rommel, Europe Ablaze, Gold of the Americas, та Decisive Battles of the American Civil War (у трьох томах). Деякі з цих ігор були випущені для 16-бітних платформ, включаючи Amiga, Atari ST та Macintosh.
SSG також зробили серію покрокових стратегій Warlords, але 2003 року за обопільною дружньою згодою творець Warlords Стів Фовкнер пішов із SSG і створив власну компанію Infinite Interactive, для розробки подальших ігор серії Warlords.